# Estación de Cullera
Cullera es una estación de ferrocarril situada en el municipio español homónimo en la provincia de Valencia, Comunidad Valenciana. Tiene parada de trenes de la línea C-1 de Cercanías Valencia.

## Situación ferroviaria
Se encuentra en el punto kilométrico 25,2 de la línea férrea de ancho ibérico Silla-Gandía, a 3,33 metros de altitud. 

## Historia
La estación tiene su origen en una línea de ancho métrico entre Silla y Cullera que se inauguró el 19 de agosto de 1878 por parte de la Compañía del Ferrocarril Económico de Silla a Cullera. En 1923, la línea fue vendida a Norte que aprovechó la adquisición para cambiar el ancho de vía y convertir el trazado a ancho ibérico. En 1941, tras la nacionalización del ferrocarril en España la estación pasó a ser gestionada por la recién creada RENFE.
Desde el 31 de diciembre de 2004 Adif es la titular de las instalaciones ferroviarias.

## Servicios ferroviarios

### Larga Distancia
En la estación efectúa parada el Intercity que conecta Madrid con Gandía, el servicio ofrece una única frecuencia semanal por sentido en temporada de baja demanda y la frecuencia aumenta en verano a una frecuencia diaria por sentido.

### Cercanías
Los trenes de cercanías de la línea C-1 se detienen en la estación.
| procedencia/destino | < estación | Línea | estación >            | destino/procedencia             |
| ------------------- | ---------- | ----- | --------------------- | ------------------------------- |
| Valencia-Norte      | Sueca      |       | Tabernes de Valldigna | Gandía / Playa y Grao de Gandía |